# 卡拉·西蒙
卡拉·西蒙（1986年12月22日—）是加泰隆尼亞電影導演。

## 生平
卡拉·西蒙出生於巴塞隆納，並於萊斯普拉內斯德奧斯托萊斯度過童年；她6歲時父母皆死於愛滋病，她則被叔叔一家人接去拉加羅查一起生活。2017年，她完成的首部劇情長片《夏日1993》便是受她童年被親戚扶養長大的經驗所啟發，該片於第67屆柏林影展新世代單元中首映，並獲得最佳首部電影獎。
2022年，她執導的第二部劇情長片《桃子樹的最後豐收》進入第72屆柏林影展正式競賽單元，最終獲頒最高榮譽金熊獎。

## 電影作品

### 劇情長片
- 2017年：《夏日1993（英语：Summer 1993）》（Estiu 1993）
- 2022年：《桃子樹的最後豐收》（Alcarràs）
- 2025年：《朝聖（西班牙语：Romería (film)）》（Romería）

## 外部連結
- 卡拉·西蒙在互联网电影资料库（IMDb）上的資料（英文）